# Beli Manastir
Beli Manastir (in ungherese Pélmonostor, in cirillico serbo Бели Манастир) è una città della Croazia di 8 053 abitanti della regione di Osijek e della Baranja.